# Fonds régional d'art contemporain de Normandie-Caen
Le Fonds régional d'art contemporain (FRAC) Normandie Caen (anciennement FRAC Basse-Normandie) est un fonds régional d'art contemporain situé à Caen, en Normandie. 

## Histoire
Depuis 1983, le FRAC Normandie Caen constitue une collection patrimoniale reflétant la création contemporaine et la diffuse auprès des publics les plus divers sur le plan régional, national et international. La collection du FRAC Normandie Caen compte à ce jour plus de 1290 œuvres de près de 566 artistes français et internationaux et s’enrichit chaque année de nouvelles œuvres. 
Jusqu'en 2017, le FRAC Normandie Caen occupe des locaux construits dans les jardins de l'abbaye aux Dames au 9 rue Vaubenard. Il est fermé au public le 1er juillet 2017 pour préparer le déménagement dans les nouveaux locaux du quartier Lorge.
Afin d'être intégré au pôle culturel d’intérêt régional en cours de constitution à l'ouest du centre-ville, le FRAC Normandie Caen a en effet décidé en 2012 de s'installer au sein du quartier Lorge dans l’enceinte de l’ancien couvent de la Visitation. Débutés en 2016, les travaux ont été confiés à Rudy Ricciotti. Pour des raisons budgétaires, le projet d'extension, prévue sous le terre-plein central surplombant l'ancien cloître, est abandonné.
Parallèlement aux travaux d'aménagement des nouveaux locaux, le FRAC de Caen prépare sa fusion avec le Fonds régional d'art contemporain de Normandie-Rouen, consécutive à la création de la région Normandie le 1er janvier 2016.
Le 8 mars 2019, le Fonds régional d'art contemporain de Normandie-Caen est officiellement inauguré dans l'ancien couvent restauré. 

Le cloître de l'ancien couvent lors des portes ouvertes de 2018
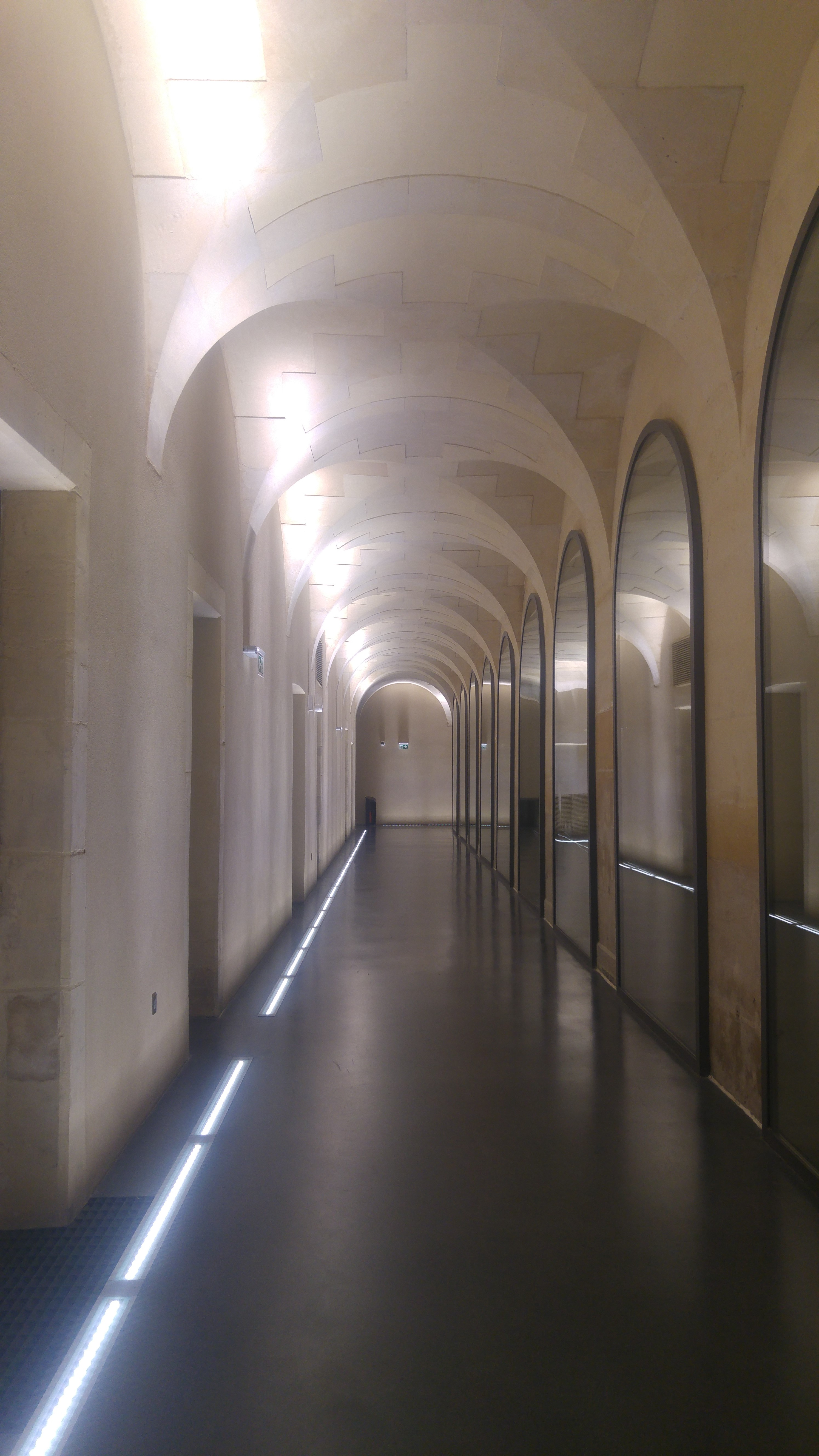
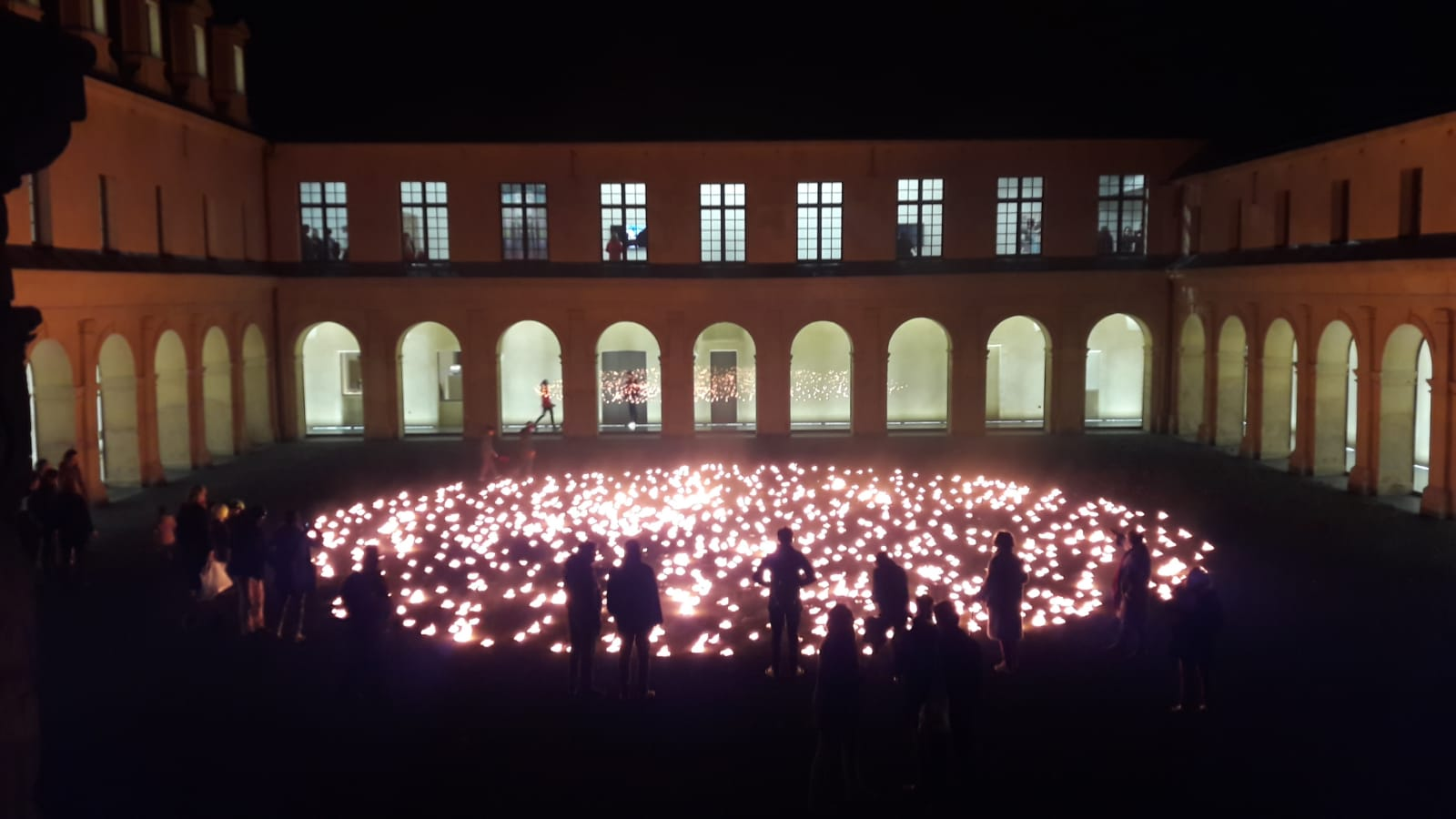